# Western Electric

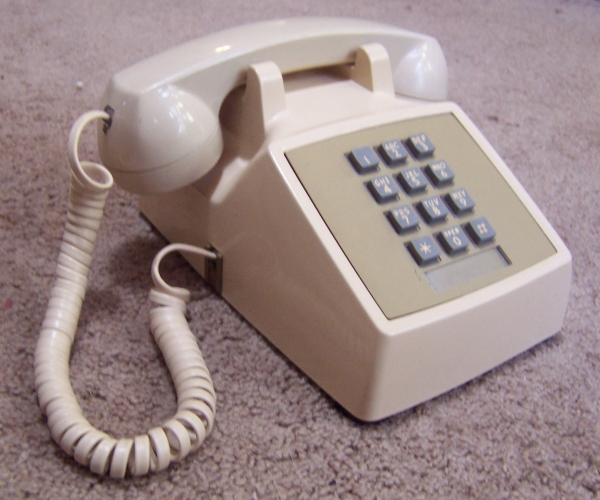
US-Telefon Model 2500 des Unternehmens Western Electric aus den 1980er Jahren

Western Electric Inc. war ein US-amerikanisches Unternehmen der Telekommunikationstechnik, das seit 1881 Teil des AT&T Telefonkonzerns war. Zahlreiche Innovationen gehen auf Western Electric zurück. Hauptkunde der Gesellschaft waren die Muttergesellschaft AT&T sowie die Konzerngesellschaft Bell Telephone Company (Bell System). Bis Mitte der 1980er Jahre hatte AT&T in Nordamerika nahezu ein Monopol auf dem Telefonsektor. Auf Druck der US-Regierung wurde diese Sonderstellung beendet. Als Folge gab es innerhalb von AT&T mehrere Umstrukturierungen und Verkäufe von Unternehmensteilen, in deren Verlauf 1995 der Firmenname „Western Electric“ verschwand. Zur Firma gehörte auch die Westrex Corp.
Im Jahr 2013 ist der Markenname „Western Electric“ von der Western Electric Export Corporation in Rossville, Georgia, erworben worden. Die Gesellschaft, die keine gesellschaftsrechtlichen Verbindungen zur ursprünglichen Western Electric hat, stellt Geräte zur Aufnahme und Wiedergabe von Musik her.

## Geschichte
Im Jahr 1869 gründeten Enos M. Barton, Professor Elisha Gray und General Anson Stager ein Unternehmen zur Herstellung von Elektroartikeln. 1872 erhielt das Unternehmen den Firmennamen „Western Electric Manufacturing Company“. Hergestellt wurden verschiedene elektrische Produkte, wie Schreibmaschinen, Alarmanlagen, Beleuchtungsanlagen und Komponenten für Telegraphenanlagen.
Gray und Alexander Graham Bell waren beide und fast gleichzeitig Erfinder des Telefons, was zu einem Rechtsstreit über die Patentanmeldung führte. Der Streit endete 1879 zugunsten Bell, der seine Patentanmeldung nur zwei Stunden früher eingereicht hatte. Zwei Jahre später übernahm die Bell Telephone Company die Mehrheit der Anteile an Western Electric und Western Electric begann Bell Telefone und Ausrüstung herzustellen. Im Jahr 1899 kaufte die American Telephone and Telegraph Corporation – AT&T – das Anlagevermögen von Bell. Das Telefonnetz wurde als Bell System bezeichnet. AT&T eignete sich nach und nach alle Unternehmen an, die Rechte an der Bell Telefontechnologie besaßen, und baute so schrittweise seine Monopolstellung aus.
Western Electric wurde der Hardware Lieferant für Bell System. Zusätzlich wurde Western Electric die zentrale Beschaffungsgesellschaft für den AT&T-Konzern. Der Firmenname von Western Electric erhielt den Untertitel „Manufacturing and Supply Unit of the Bell System“. In Verbindung mit dem Ausbau der Monopolstellung von AT&T entwickelten sich die Geschäfte von Western Electric erfolgreich. Es wurden neue Werke im In- und Ausland errichtet und Beteiligungen an ähnlichen Unternehmen im Ausland erworben.
Der 24. Juli 1915 bezeichnet einen schwarzen Tag in der Geschichte des Unternehmens. Die Mitarbeiter des Hawthorne Werks in Illinois waren zu einem Ausflug auf dem Passagierschiff „SS Eastland“ eingeladen. Als es voll beladen war und noch am Kai lag, wurde das Schiff plötzlich instabil und rollte auf die Seite. Über 800 Passagiere starben.
Das Justizministerium der Vereinigten Staaten startete 1974 ein Antitrust-Verfahren gegen AT&T. Im Zuge eines Vergleichs einigten sich die Parteien 1982 auf eine freiwillige Zerschlagung des Konzerns. Western Electric verlor dadurch die konzerninterne Stellung als alleiniger Lieferant von Hardware. Neue Muttergesellschaft von Western Electric wurde die neu formierte Gesellschaft „AT&T Technologies, Inc.“, die Markenbezeichnung „Bell“ wurde durch AT&T ersetzt. 1995 wurde AT&T Technologies im Vorfeld eines Unternehmensverkaufs in „Lucent Technologies, Inc.“ umbenannt und der Name Western Electric verschwand.

## Geschäftsmodell
Alle Kunden von AT&T erhielten die technische Ausrüstung für Telefon, Schaltungen, Steckverbindungen und Verkabelung von AT&T auf Mietbasis. Die Nutzung von selbst gekaufter Technik war nur nach Genehmigung durch AT&T und gegen eine laufende Gebühr möglich. Alleiniger Lieferant für die Technik war Western Electric. In der Blütezeit bis in die 1970er Jahre verfügte Western Electric über mehr als 20 Werke in den USA. Service war für die Kunden kostenlos. Um diesen Aufwand möglichst gering zu halten, waren die Geräte sehr robust und langlebig. Erst als Folge der Zerschlagung des AT&T Monopols Anfang der 1980er Jahre änderte sich die Geschäftspraxis und der Markt für Telefon Hardware öffnete sich für Dritte.

## Innovationen

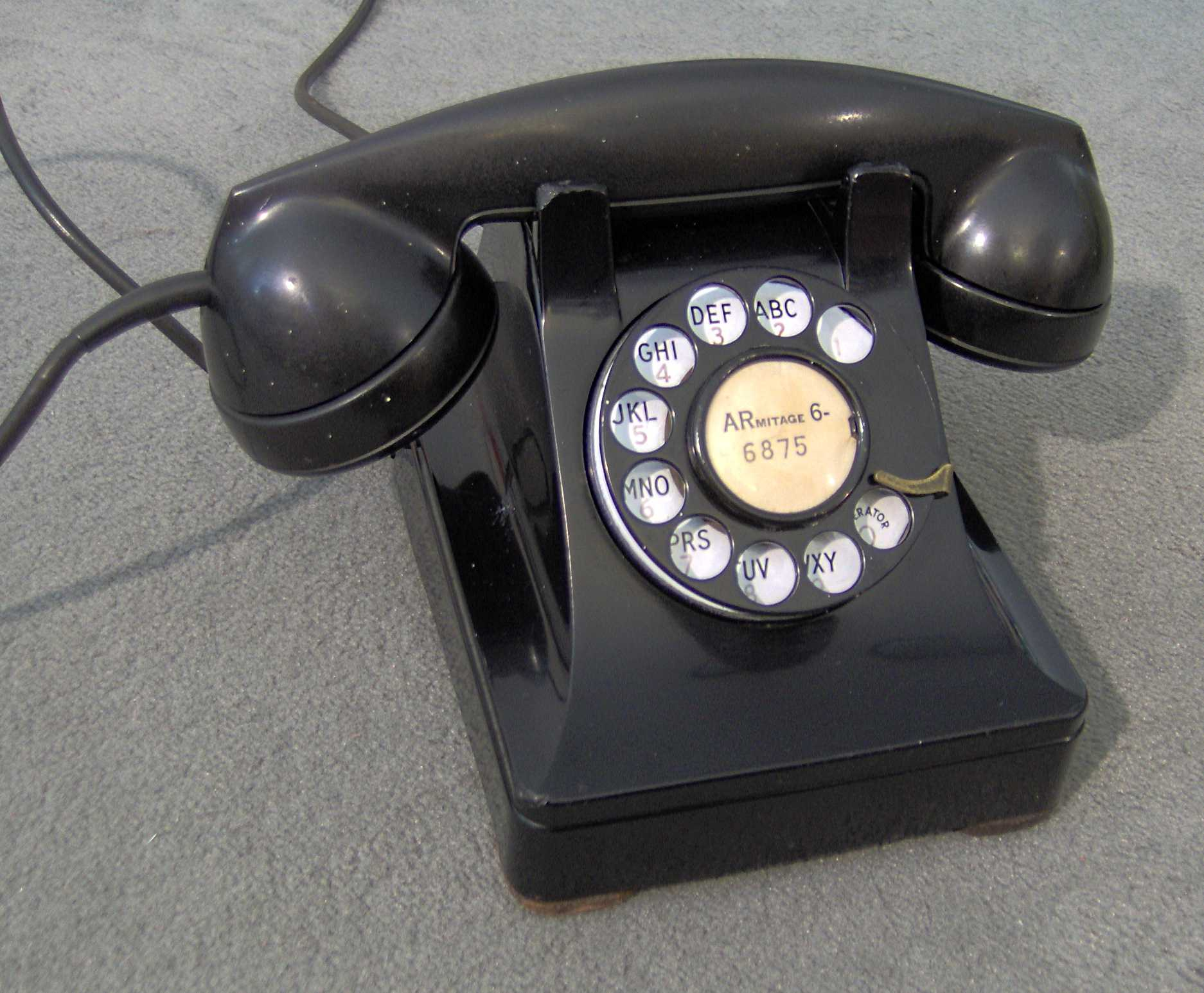
Western Electric Model 302 telephone

1919 erhielt das erste Telefon von Western Electric eine Wählscheibe. 1926 erfand Western Electric den Telefonhörer, der in einem Bauteil Mikrofon und Lautsprecher enthielt. Zuvor waren die beiden Funktionen in getrennten Apparaten untergebracht, der Sprachteil sah aus wie ein Kerzenständer und die Hörmuschel war lose über ein Kabel verbunden. 1936 kam der Telefonapparat „Model 302“ auf den Markt, der mit schwarzem Bakelitgehäuse und Wählscheibe einschließlich des ähnlichen Nachfolgers „Model 500“ bis in die 1970er Jahre das vorherrschende Gerät auf dem Markt war. 1969 erschien das mit Drucktasten ausgestattete „Modell 2500“ auf dem Markt.
Western Electric war ein Pionier bei der Organisation einer effizienten Massenfertigung und bei der Sicherstellung von hohen Qualitätsstandards mit Hilfe von statistischen Methoden. Die Erkenntnisse wurden von vielen anderen Industrieunternehmen übernommen.
Auch bei Bauteilen der Telekommunikationstechnik war Western Electric ein Vorreiter. Die auch heute noch im Bereich von Netzwerksystemen verwendeten. RJ-Steckverbindungen, welche damals von Western Electric in deren Telefonapparaten in großen Stückzahlen eingebaut wurden, werden umgangssprachlich als „Western-Stecker“ bezeichnet.
Western Electric hat auch maßgeblich in der Filmindustrie die Tonaufnahme und -Wiedergabe technisch weiter entwickelt. Im militärischen Bereich hat Western Electric ebenfalls viele neue Produkte entwickelt.
Das Unternehmen war nicht nur bei der Entwicklung seiner Produkte innovativ. International bekannt wurde Western Electric durch das Hawthorne-Experiment von Fritz Roethlisberger, Elton Mayo und Dickson, einer Reihe von Studien, die zwischen 1924 und 1933 in der Hawthorne-Fabrik bei Chicago durchgeführt wurden. 1958 wurde in der Nähe von Princeton (New Jersey) das Engineering Research Center (ERC) errichtet, das in der Spitze über 400 qualifizierte Mitarbeiter beschäftigte. Themen waren unter anderem neue Fertigungsprozesse, Systeme zur Computer-gestützten Qualitätskontrolle, Reinraum Montage, Herstellung von integrierten Schaltkreisen. Das ERC wurde später in die Bell Laboratories integriert. Ende der 1990er Jahre wurde der ERC-Standort geschlossen.